# I Hate New York
I Hate New York és una pel·lícula documental espanyola del 2018 sobre la cultura transsexual novaiorquesa escrita i dirigida per Gustavo Sánchez i rodada en anglès. Ha estat produïda per Juan Antonio Bayona.

## Sinopsi
El documental mostra l'altra cara de la transsexualitat, la dels inconformistes i revolucionaris que han de lluitar per enfrontar-se a prejudicis i han creat una personalitat pròpia des de l'activisme artístic: Amanda Lepore, Sophia Lamar, Chloe Dzubilo, Bibbe Hansen, Io Tillett-Wright, Katrina del Mar o Linda Simpson. El director va rodar a Nova York entre 2007 y 2017 amb una càmera domèstica i sense guió segueix les vides íntimes de quatre artistes i activistes transgènere de la subcultura underground novaiorquesos. Els seus testimoniatges revelen detalls del seu passat, les seves vivències i lluites per la pròpia identitat. Una sèrie de revelacions portarà l'espectador a convertir-se en còmplice dels seus destins.

## Crítiques
| «                                | "Documental pacient d'observació, contactes, filmació i posada a punt. (...) No és una visió complaent (...) captura també els encants esquius de l'anomenada subcultura de la ciutat. (…) Puntuació: ★★★ (sobre 5)" | » |
| — Quim Casas: Diari El Periódico | |   |

| «                            | "Un retrat de l'underground més radical novaiorquès. (...) Un documental tan interessant com necessari." | » |
| — Carlos Loureda: Fotogramas | |   |

| «                                 | "La visió d'aquestes vibrants figures trans, avui dia, segur que evoca un anhel fort i totalment raonable del passat recent." | » |
| — Glenn Kenny: The New York Times | |   |

| «                           | "Un vibrant documental que retrata l'underground novaiorquès a través de la peripècia vital quatre valents transsexuals. (...) traspua llibertat, veritat i transgressió" | » |
| — Alfonso Rivera: Cineuropa | |   |

## Premis i nominacions
Va rebre el Premi Miguel de Molina al Festival de Màlaga del 2018, al Festival de Cinema de Múrcia (IBAFF) i al Girona International Film Festival (GIFF). També fou nominada al Gaudí a la millor pel·lícula documental i al Premi Sebastiane al Festival Internacional de Cinema de Sant Sebastià.